# La Ronde (pièce de théâtre)
Pour les articles homonymes, voir La Ronde.
La Ronde (en allemand : Reigen) est une pièce de théâtre de l'écrivain autrichien Arthur Schnitzler écrite en 1897. La publication de la pièce en 1903, sa censure en 1904 déclenchèrent un long scandale de plus de deux décennies. La pièce ne fut créée que le 23 décembre 1920 à Berlin au Kleines Schauspielhaus dans une mise en scène de Felix Hollaender, le 1er février 1921 à Vienne et le 29 septembre 1932 au Théâtre de l'Avenue dans une mise en scène de Georges Pitoëff. Les premières représentations donnèrent lieu à deux procès gagnés par les partisans de la pièce.

## Le titre
La pièce La Ronde. Dix dialogues fut d'abord intitulée Liebesreigen (La Ronde d'amour). Sur la suggestion d'Alfred Kerr, un de ses amis, Schnitzler accepta de modifier le titre en Reigen, pour minimiser le scandale et les risques de censure prévisibles,.

## Argument
La pièce est constituée de dix brefs dialogues entre deux personnages, un homme et une femme qui ont une relation sexuelle. Le spectateur assiste aux préliminaires, au jeu de séduction ou de pouvoir, et à la fin du tête-à-tête. L'acte sexuel lui-même n'est pas mis en scène. La ronde est constituée par le fait que chacun des protagonistes a deux partenaires successifs et apparaît donc dans deux scènes consécutives, et que le dernier personnage a une relation avec la première.
Arthur Schnitzler dépeint la société viennoise de la fin du XIXe siècle, en présentant des personnages issus de toutes les classes sociales. Selon son Journal, Schnitzler commence la pièce — qu'il qualifie d'« hémicycle de dix dialogues » — le 23 novembre 1896, et la termine le 24 février 1897. Il écrit à Olga Waissnix le 26 février « De tout l'hiver, je n'ai écrit qu'une suite de scènes parfaitement impubliables et sans grande portée littéraire, mais qui, si on l'exhume dans quelques centaines d'années, jettera sans doute un jour singulier sur certains aspects de notre civilisation »,.

## Personnages
Les personnages ne sont donnés que par leur type. Leur prénom n'est révélé qu'incidemment au cours du dialogue.
- La prostituée (die Dirne), Léocadia
- Le soldat (der Soldat), Franz
- La femme de chambre (das Stubenmädchen), Marie
- Le jeune monsieur (der junge Herr), Alfred
- La femme mariée (die junge Frau), Emma
- L'époux (der Ehemann ou der Gatte), Karl
- La grisette (das süsse Mädel)
- Le poète (der Dichter), Robert
- La comédienne (die Schauspielerin)
- Le comte (der Graf)

### Ordre des dialogues
Les dialogues fixent l'ordre de la ronde. Les indications scéniques sont réduites. Cependant, Schnitzler indique assez précisément le lieu — dessinant une sorte de topographie viennoise du plaisir — et le moment des différents dialogues.
1. La prostituée et le soldat
2. Le soldat et la femme de chambre
3. La femme de chambre et le jeune monsieur
4. Le jeune monsieur et la femme mariée
5. La femme mariée et l'époux
6. L'époux et la grisette
7. La grisette et le poète
8. Le poète et la comédienne
9. La comédienne et le comte
10. Le comte et la prostituée

## Réception de l'œuvre

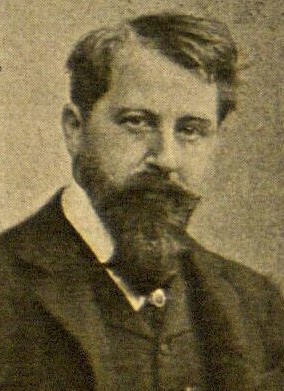
Arthur Schnitzler vers 1900

En raison de sa thématique sexuelle, la pièce déclencha l'un des plus longs scandales de la littérature allemande. Au-delà de la question des « bonnes mœurs » et de la censure, elle servit de vecteur à l'antisémitisme, Schnitzler étant d'origine juive.
La pièce parut à deux cents exemplaires pour la première fois en 1900 pour des amis aux frais de l'auteur. Cependant, même si cette édition n'était pas destinée à la vente, la pièce donna lieu à une recension critique d'Alfred Kerr dans la Neue deutsche Rundschau.
La première publication publique par un récent éditeur viennois Wiener Verlag eut lieu le 2 avril 1903,. Le succès fut immédiat : en onze jours, 4 000 exemplaires avaient été écoulés. Les ventes atteignirent 11 000 exemplaires à la fin 1903, puis 20 000 en mars 1904. Plusieurs critiques parurent dans la presse. Les premières crispations relatives au thème se font alors sentir : le rédacteur en chef du Neuer Wiener Tagblatt refuse d'en faire paraître une critique, et déclare : « Was brauch (sic) ein Jude solche Schweinereien zu schreiben ».

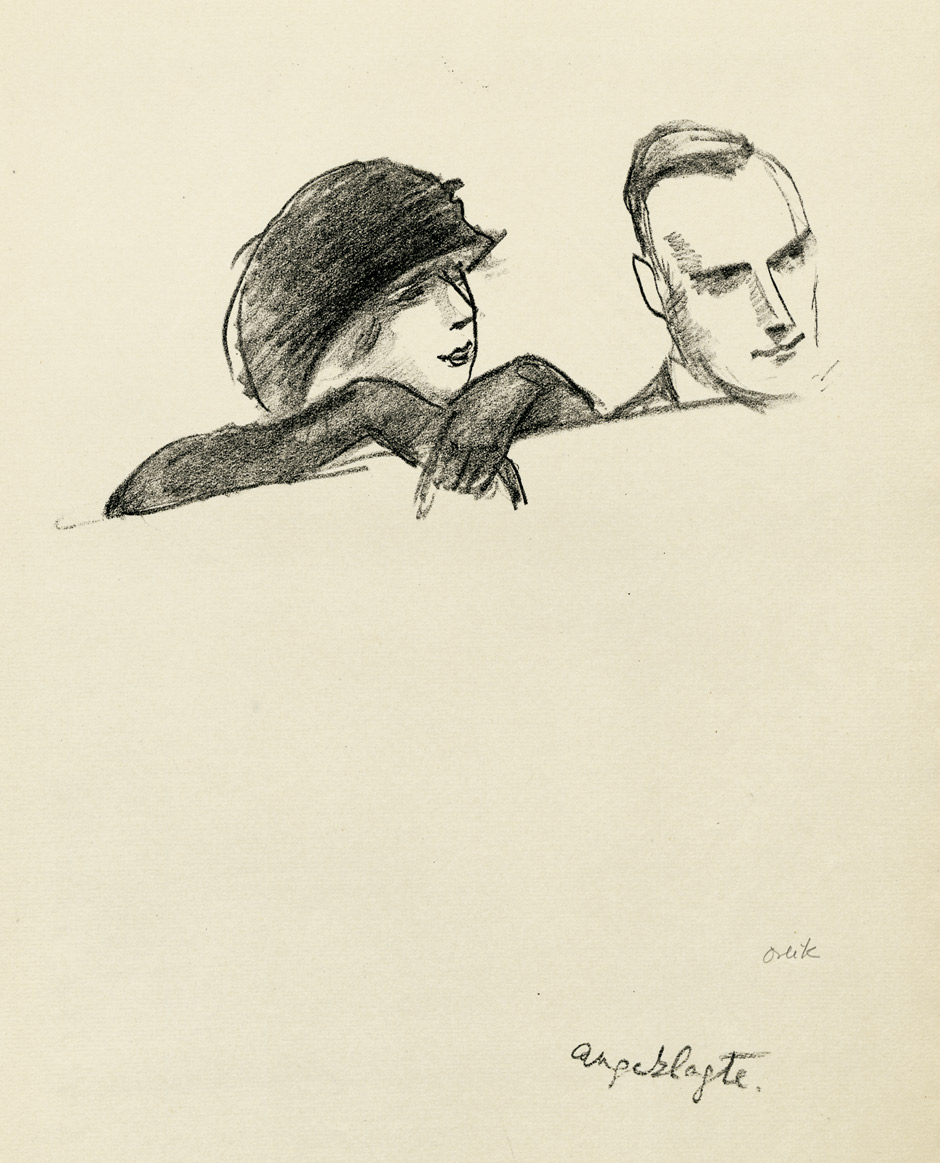
Emil Orlik, Angeklagte (Accusés), lithographie de 1921, lors du procès fait à La Ronde par le ministère public allemand.

L'interdiction en 1904 n'empêcha pas la circulation du texte, qui trouva un éditeur en Allemagne en 1908. La pièce est créée seulement en janvier 1921 à Berlin et entraîne un nouveau procès. Elle faisait toujours scandale à cause de son sujet, la sexualité. 
« On assista à des protestations violentes contre “l'ouvrage ignoble de ce juif viennois” […] et on entendit scander “À bas les juifs” ! » À Vienne, la presse conservatrice nationaliste avait entretenu contre l'auteur un climat antisémite en le qualifiant de « pornographe » ou de « cochon de littérateur juif ». Le député chrétien-social Ignaz Seipel sut récupérer politiquement cette hostilité ambiante en affirmant que « la social-démocratie ne peut s'empêcher d'intervenir et de déclencher des manifestations violentes chaque fois qu'il s'agit de défendre une quelconque machination juive. »
La première traduction en français paraît en 1912 chez Stock ; elle est due à Maurice Rémon et Wilhelm Bauer.

## Adaptations cinéma et télé
- 1920 : Der Reigen (Der Reigen - Ein Werdegang), réalisé par Richard Oswald,  avec Asta Nielsen et Conrad Veidt ;
- 1945 : Farandole, réalisé par André Swobada et scénarisé par  Henri Jeanson et André Cayatte; une adaptation lointaine de la pièce, dans laquelle rouerie, tromperies et malversations tiennent plus de place que la valse des sentiments amoureux ;

- 1950 : La Ronde, réalisé par Max Ophüls, avec Gérard Philipe, Simone Signoret, Jean-Louis Barrault, Danielle Darrieux, Daniel Gélin ;
- 1964 : La Ronde, réalisé par Roger Vadim,  avec Jane Fonda, Maurice Ronet, Jean Sorel, Jean-Claude Brialy ;
- 1973 : La Ronde (Reigen), réalisé par Otto Schenk ;
- 1982 :  La Ronde, réalisé par Kenneth Ives ;
- 1988 : Rinbu, réalisé par Masaru Konuma ;
- 1998 : Karrusel, série télé réalisée par Claus Bjerre ;
- 2012 : 360, réalisé par Fernando Meirelles.

## Opéra
- Le compositeur belge Philippe Boesmans, est l'auteur d'un opéra intitulé Reigen, écrit sur un livret de Luc Bondy d'après La Ronde de Schnitzler. La création a eu lieu en mars 1993 au théâtre de La Monnaie de Bruxelles.

#### Éditions françaises
- Arthur Schnitzler, La Ronde, éditions Stock, collection « La Cosmopolite », 2002  (ISBN 978-2-234-05501-8)
- Arthur Schnitzler, Romans et Nouvelles. I 1885-1908 et Romans et nouvelles. II 1909-1931 (dir. Brigitte Vergne-Cain et Gérard Rudent), Le Livre de poche, « La Pochothèque », Paris, 1994 et 1997, 1205 p.  (ISBN 978-2-253-06314-8) et  (ISBN 978-2-253-13231-8)

#### Études
- (de) Alfred Pfoser, Kristina Pfoser-Schewig et Gerhard Renner, Schnitzlers « Reigen » : Zehn Dialoge und ihre Skandalgeschichte, t. 1 : Der Skandal. Analysen und Dokumente, Francfort-sur-le-Main, Fischer Taschenbuch Verlag, coll. « Information und Materialen zur Literatur », juin 1993 (1re éd. 1993), 421 p. (ISBN 978-3-596-10894-7).
- (de) Alfred Pfoser, Kristina Pfoser-Schewig et Gerhard Renner, Schnitzlers « Reigen » : Zehn Dialoge und ihre Skandalgeschichte, t. 2 : Die Prozesse. Analysen und Dokumente, Francfort-sur-le-Main, Fischer Taschenbuch Verlag, coll. « Information und Materialen zur Literatur », juin 1993 (1re éd. 1993), 373 p. (ISBN 978-3-596-10895-4).